# 有馬晴海
有馬 晴海（ありま はるみ、1958年4月2日 - ）は、日本の政治評論家、コメンテーター。

## 経歴
1958年、鹿児島県川辺郡坊津町出身。立教大学経済学部卒業。リクルート社に入社。当時優秀社員ベスト10人内の1人に入る成績を収めた唯一の男性社員だった。
1985年、リクルートを退職し、国会議員秘書へ転身。
1996年に政治評論家として独立。
現在はテレビ、ラジオ出演や、新聞・雑誌での政治評論や講演活動を続ける一方、研究会「隗始塾」を主宰している。また、ポスト小泉レースにおいて用いられた麻垣康三という造語を発案した。

## 出演

### テレビ

#### 準レギュラー
- ちちんぷいぷい（毎日放送）- ぷいぷい顧問団ー
- たかじん胸いっぱい（関西テレビ）- 準レギュラー
- かんさい情報ネットten.（読売テレビ）

#### ゲスト
- 爆笑! こうなる宣言（関西テレビ）
- アゲるテレビ（フジテレビ）
- めざましどようび（フジテレビ）
- BSフジLIVE ソーシャルTV ザ・コンパス（BSフジ）
- 激論!コロシアム 〜これでいいのか?ニッポン〜（テレビ愛知）-2013年10月12日
- SUPER SURPRISE（日本テレビ）
- 博士も知らないニッポンのウラ（インターネットテレビ ミランカ）
- 博士の異常な鼎談（TOKYO MX/テレビ神奈川）
- ひるおび!（TBS）

### ラジオ
- 大野勢太郎 HYPER RADIO（NACK5）
- 東京わがままモーニング（ラジオ日本）-2008年9月～2010年4月
- 遠山清彦のピースpeaceピース（ラジオ日本）
- 浅尾慶一郎のさわやかトーク・カフェ（ラジオ日本）-2006年11月5日、12日

## 著作
- 『議員秘書の打ち明け話―金に、選挙に、陳情に…元議員秘書が明かす政治の裏』 - コスモ出版（1995年）
- 『政治家の禊―有馬晴海の選挙リポート』 - 近代文芸社（2000年）
- 『永田町Newパワーランキング100』 - 薫風社（2006年）